# Catéchisme hollandais
Pour les articles homonymes, voir Catéchisme (homonymie).

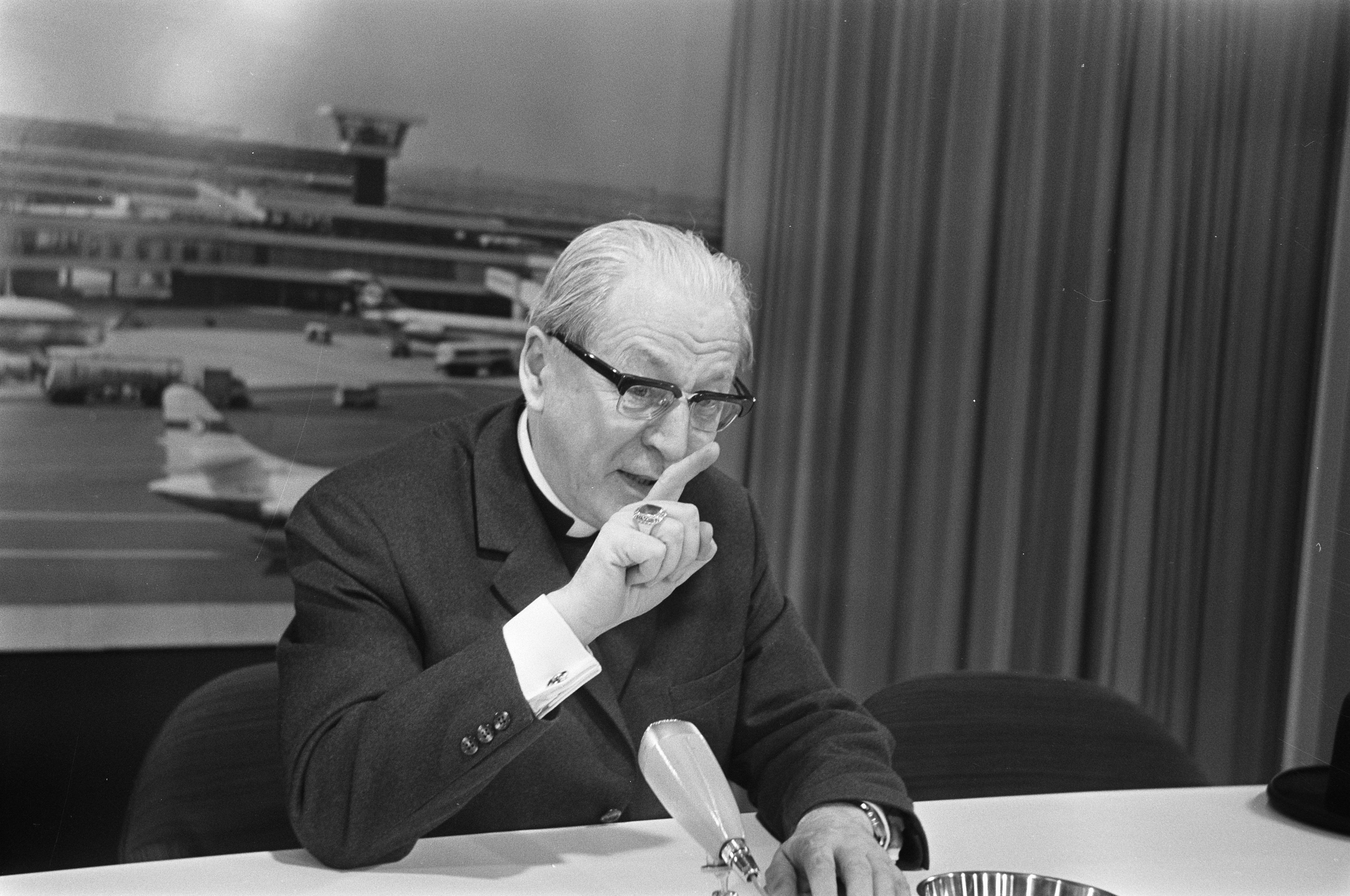
Le cardinal Alfrink lors d'une conférence de presse à l'aéroport de Schiphol après avoir participé à la Conférence épiscopale européenne à Coire (Suisse) en juillet 1969

Le Catéchisme hollandais  est un ouvrage de catéchèse qui fut publié le 4 octobre 1966 sous le titre Nieuwe Katechismus (« Nouveau Catéchisme ») par la Conférence épiscopale néerlandaise — la conférence épiscopale de l’Église catholique aux Pays-Bas. Son objectif était de publier un enseignement de la foi catholique conforme à ce que ses concepteurs retenaient de l'« esprit » du concile Vatican II. 
Écrit selon certains dans une perspective humaniste et optimiste, notoirement appuyé sur la Bible, il montre l'influence de théologiens catholiques contemporains comme Edward Schillebeeckx et Pierre Teilhard de Chardin. Ouvert sur  l'œcuménisme, il introduit entre autres une réflexion spirituelle sur l'environnement, évoquant la pollution de l'air et la protection des animaux. Cependant il énonce en même temps des vérités contraires à la foi et relativise certaines vérités.
L'ouvrage paraît avec l'approbation officielle (imprimatur) du cardinal Alfrink, président de la conférence épiscopale, et fait l'objet de traductions en plusieurs langues. Il est rapidement critiqué pour représenter de façon imparfaite et incomplète la doctrine de l'Église catholique et subit un examen critique de la part d'une commission cardinalice mise en place par le pape Paul VI et constituée notamment des cardinaux Journet et Browne (maître-général des dominicains).

## Points discutés
Ce catéchisme a fait aussitôt l'objet d'un désaccord important entre la curie romaine et l'épiscopat néerlandais.

### Négociation
À l'automne 1967, une commission de théologiens hollandais est chargée de la révision, laquelle est présentée à six cardinaux. 

#### Rapport des cardinaux
La commission reproche au texte d'avoir « pour objectif de substituer, au sein de l’Église, une orthodoxie à une autre, une orthodoxie moderne à l'orthodoxie traditionnelle ». 
La proclamation solennelle du « Credo du peuple de Dieu » par Paul VI a été interprétée comme une réponse à la polémique créée par cette publication.
Cette affaire, et le climat contestataire de l'Église néerlandaise qu'elle met en lumière, divisent profondément le clergé et l'Église néerlandaise qui ne s'en remettra jamais.